# Меллемсетер, Стейн
Стейн Меллемсе́тер (норв. Stein Mellemseter; род. 7 июля 1955, Оппдал, Сёр-Трёнделаг) — норвежский кёрлингист и тренер по кёрлингу.

## Достижения
- Чемпионат Норвегии по кёрлингу среди мужчин: серебро (2013).

## Команды
| Сезон   | Четвёртый           | Третий               | Второй         | Первый             | Запасной          | Турниры            |
| ------- | ------------------- | -------------------- | -------------- | ------------------ | ----------------- | ------------------ |
| 2011—12 | Стеффен Меллемсетер | Маркус Снёве Хёйберг | Haavard Mellem | Магнус Недреготтен | Стейн Меллемсетер |                    |
| 2012—13 | Стеффен Меллемсетер | Стеффен Вальстад     | Haavard Mellem | Магнус Недреготтен | Стейн Меллемсетер | ЧНМ 2013           |
| 2011—12 | Эйгиль Рамсфьелл    | Шур Лоэн             | Мортен Сёгор   | Дагфинн Лоэн       | Стейн Меллемсетер | ЧМВ 2012 (4 место) |

(скипы выделены полужирным шрифтом)

## Результаты как тренера национальных сборных
| Год  | Турнир                                        | Сборная                | Место |
| ---- | --------------------------------------------- | ---------------------- | ----- |
| 2014 | Чемпионат мира по кёрлингу среди юниоров 2014 | Норвегия (юниоры муж.) | 3     |
| 2015 | Чемпионат мира по кёрлингу среди юниоров 2015 | Норвегия (юниоры муж.) | 6     |
| 2018 | Чемпионат мира по кёрлингу среди юниоров 2018 | Норвегия (юниоры муж.) | 6     |
| 2019 | Чемпионат мира по кёрлингу среди юниоров 2019 | Норвегия (юниоры муж.) | 4     |
| 2019 | Чемпионат мира по кёрлингу среди мужчин 2019  | Норвегия (мужчины)     | 12    |

## Частная жизнь
Из семьи кёрлингистов, два его сына Стейн Фредрик Меллемсетер (норв. Stein Fredrik Mellemseter) и Михаэль Меллемсетер — кёрлингисты, выступали на чемпионатах мира среди юниоров, а Михаэль — и на чемпионате мира среди мужчин 2019.
Работает главным менеджером кёрлинг-клуба города Оппдал.
Начал заниматься тренерской работой с 2000 года.